# Dörlbach

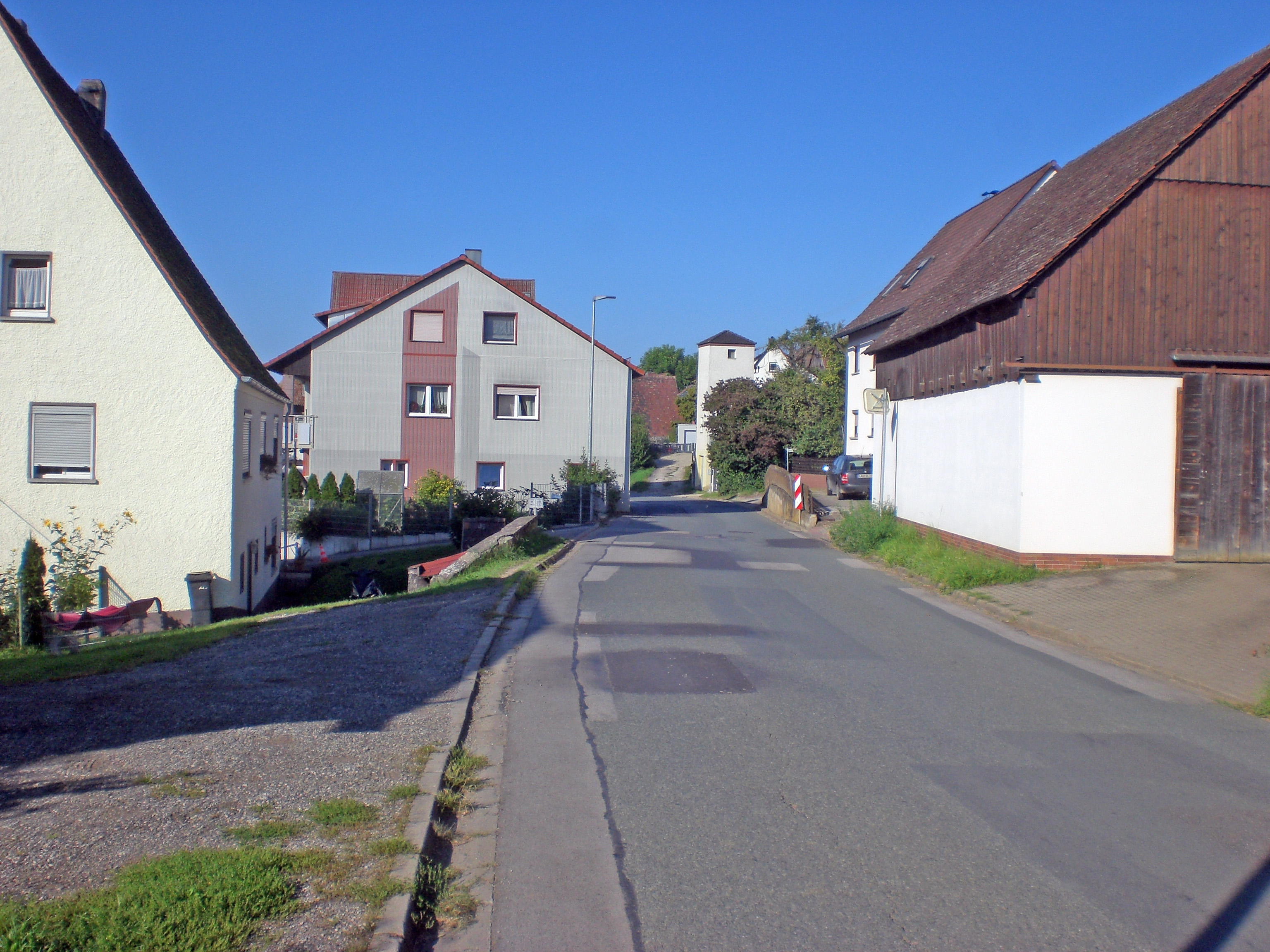
Ortsbild von Dörlbach

Dörlbach ist ein Gemeindeteil der Gemeinde Burgthann im Landkreis Nürnberger Land (Mittelfranken, Bayern). Die Gemarkung Dörlbach hat eine Fläche von 4,890 km². Sie ist in 1057 Flurstücke aufgeteilt, die eine durchschnittliche Flurstücksfläche von 4625,87 m² haben. In ihr liegen neben dem namensgebenden Ort die Gemeindeteile Peunting und Westhaid.

## Geografische Lage
Das Dorf liegt auf freier Flur am Ludwig-Donau-Main-Kanal und an der Staatsstraße 2401, die nach Schwarzenbach (0,6 km südwestlich) bzw. nach Rasch verläuft (2,4 km nordöstlich). Eine Gemeindeverbindungsstraße führt nach Westhaid (1,5 km nordwestlich).

## Geschichte
Der Ort wurde als „Törlbach“ (Ansiedlung am Bach, der durch ein kleines Tor fließt) erstmals 1339 erwähnt. Die Dörlbacher Anwesen gehörten lange zu den Nürnberger Klöstern. 1796 bestand der Ort aus sieben Höfen, einem Nebenhaus und einem Hirtenhaus.
1806 erfolgte die Angliederung an das Königreich Bayern. Mit dem Gemeindeedikt (frühes 19. Jahrhundert) wurde Dörlbach dem Steuerdistrikt Rasch zugewiesen. Zugleich entstand die Ruralgemeinde Dörlbach, zu der Peunting und Westhaid gehörten. Sie unterstand in Verwaltung und Gerichtsbarkeit dem Landgericht Altdorf. Im Zuge der Gebietsreform in Bayern wurde die Gemeinde am 1. Januar 1972 nach Burgthann eingegliedert.

## Einwohnerentwicklung
| Jahr          | 1987 | 2013 | 2022 |
| Einwohnerzahl | 80   | 214  | 216  |

## Kultur und Sehenswürdigkeiten

### Kriegerdenkmal Dörlbacher Au

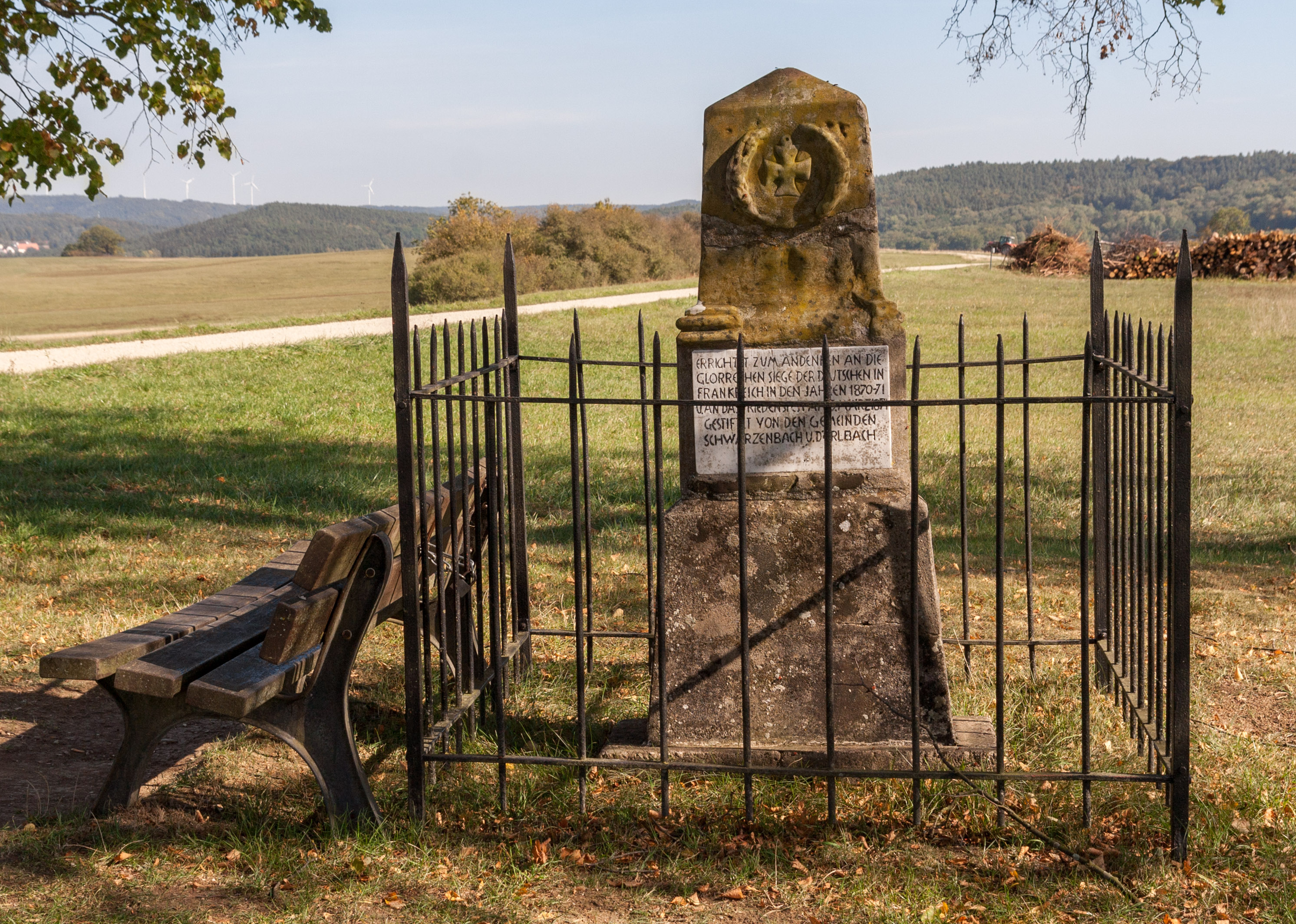
Kriegerdenkmal Dörlbacher Au

In einer Kurve an der Verbindungsstraße zwischen Dörlbach und Westhaid befindet sich ein Kriegerdenkmal. Das Denkmal ist etwa 2 Meter hoch und aus Burgsandstein gefertigt. Es ist mit einem Metallzaun gesichert. Auf dem Denkmal befindet sich eine Marmortafel mit einer Inschrift:
Errichtet zum Andenken an die Glorreichen Siege der Deutschen in Frankreich in den Jahren 1870-71 U. an das Friedensfest am 3. März 1871 Gestiftet von den Gemeinden Schwarzenbach und Dörlbach
Zum Gedenken an den Frieden wurden am Denkmal vier Friedenslinden gepflanzt.

### Dörlbacher Einschnitt
Etwa einen Kilometer östlich von Dörlbach befindet sich der Dörlbacher Einschnitt des Ludwig-Donau-Main-Kanals. Dieser Abschnitt steht unter Denkmalschutz und ist vom Bayerischen Landesamt für Umwelt als Geotop 574A012 ausgewiesen. Siehe auch: Liste der Geotope im Landkreis Nürnberger Land und Liste der Baudenkmäler in Burgthann.

#### Geologie
Der Einschnitt erschließt das oberste Drittel des etwa 70 Meter mächtigen Schwarzen Juras. Den Namen erhielten die wegen ihrer dunklen Farbe 178 bis 200 Millionen Jahre alten Ablagerungen eines flachen Epikontinentalmeeres 1837 durch den Geologen Leopold von Buch. Zu sehen ist hier im Aufschluss ganz unten Amaltheenton, ein etwa 38 Meter mächtiger dunkelgrauer Tonstein mit wenigen Fossilien. Darüber liegt der nur 2,1 Meter mächtige Posidonienschiefer mit einem Wechsel von kalkreichen Ölschiefer und fossilenreichen Kalkgestein. Im Rahmen der Sanierungsmaßnahmen wurden in dieser Schicht diverse Fossilien gefunden, die im Kanalmuseum Burgthann und im Universitätsmuseum Altdorf zu besichtigen sind. Die nächste Schicht bildet der 3,2 Meter mächtige Jurensismergel mit kalkreichen Tonen und phosphatischen oder eisensulfidischen Knollen. Den Abschluss bilden dunkelgraue und fossilarme Tonsteine des Opalinuston.
1834 hatte König Ludwig I den Auftrag erteilt, die Flüsse Main und Donau zu verbinden. 1840 fand der Durchstich bei Dörlbach statt. Bei einer Länge von 1000 Metern, einer Tiefe von etwa 16 Metern und einer Neigung von 47 Grad mussten damals mit einfachen Mitteln enorme Erdmassen bewegt werden. Unterstützt von einem dampfbetriebenen Schaufelbagger des Nürnberger Fabrikanten Johann Wilhelm Spaeth wurde mit Hacke und Schaufel die 17,5 Mio. Gulden teure Baumaßnahmen, was einer heutigen Summe von etwa 8,75 Millionen Euro entspricht, vollendet.
Im Winter 2004/2005 geriet der Nordhang des Abschnitts erstmals ins Rutschen. Nach weiteren Rutschungen 2006 und 2008 wurde ein Rad- und Fußweg aus Sicherheitsgründen gesperrt. Der felsige und baumbewachsene Südhang ist bis heute stabil.
Nach einem geologischen Gutachten wurden in zwei Bauabschnitten 2010 und 2012 umfangreiche Sicherungsmaßnahmen durchgeführt. Die Kosten der Sanierung betrugen 2,85 Millionen Euro. Hierbei wurden etwa 80.000 Kubikmeter Erde bewegt und das überwiegend tonige Material mittels Sickerstrang und einer Stützwand gesichert. Im April 2013 wurde der beliebte Rad- und Wanderweg wiedereröffnet.
2017 wurden neue Informationstafeln aufgestellt und der Kanalabschnitt für Bauarbeiten erneut trockengelegt.
In den Sommermonaten besteht die Möglichkeit, den Ludwig-Donau-Main-Kanal mit dem Treidelschiff Elfriede wie vor 150 Jahren zu befahren.

## Bildergalerie

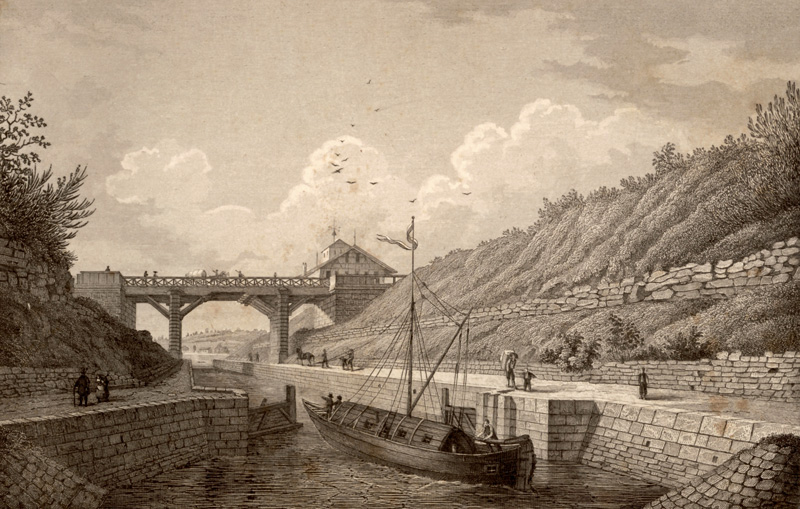
Stahlstich Dörlbacher Einschnitt von 1837
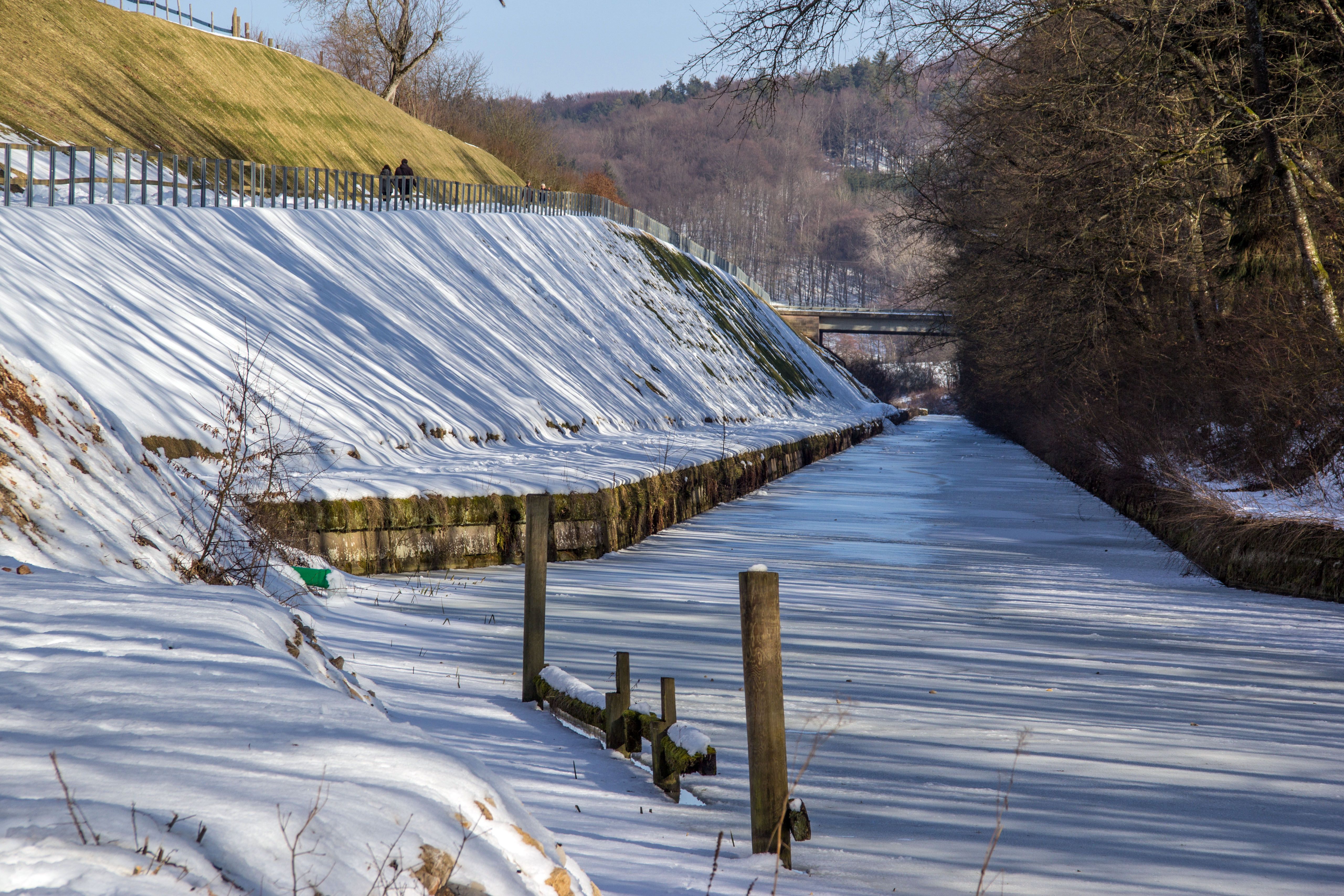
Dörlbacher Einschnitt nach der Sanierung im März 2013
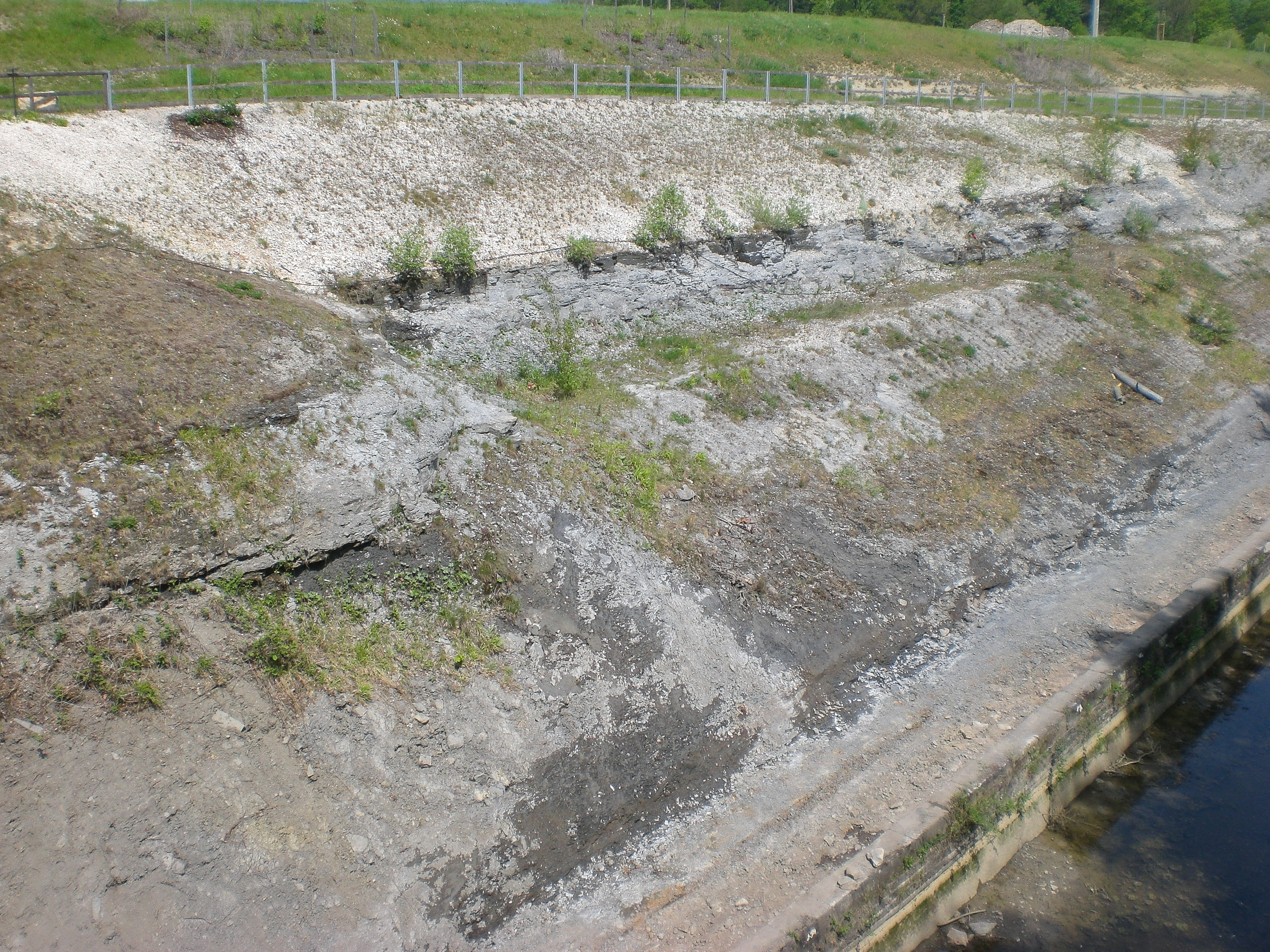
Aufschluss der Erdschichten
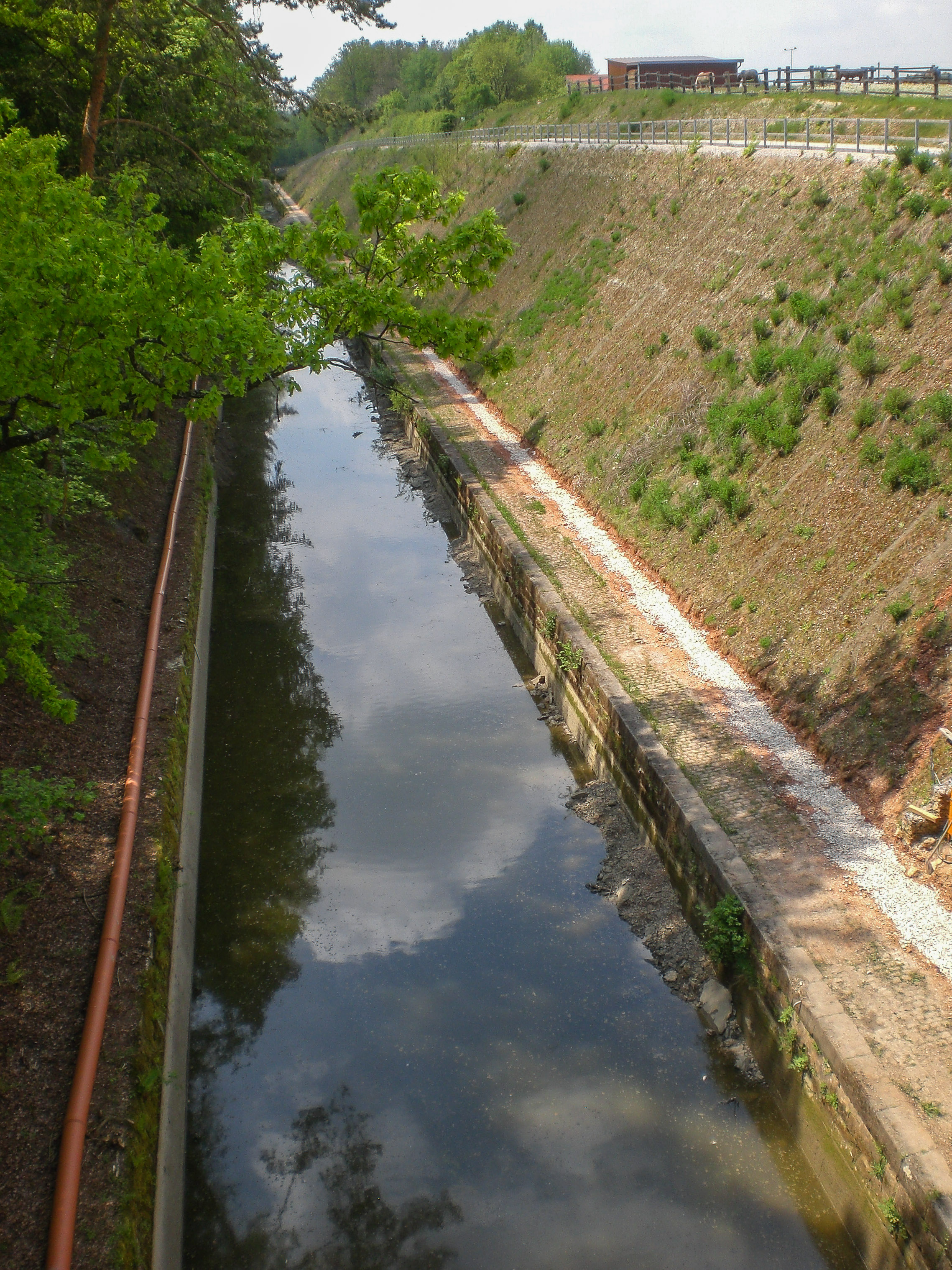
Trockengelegter Kanal 2017
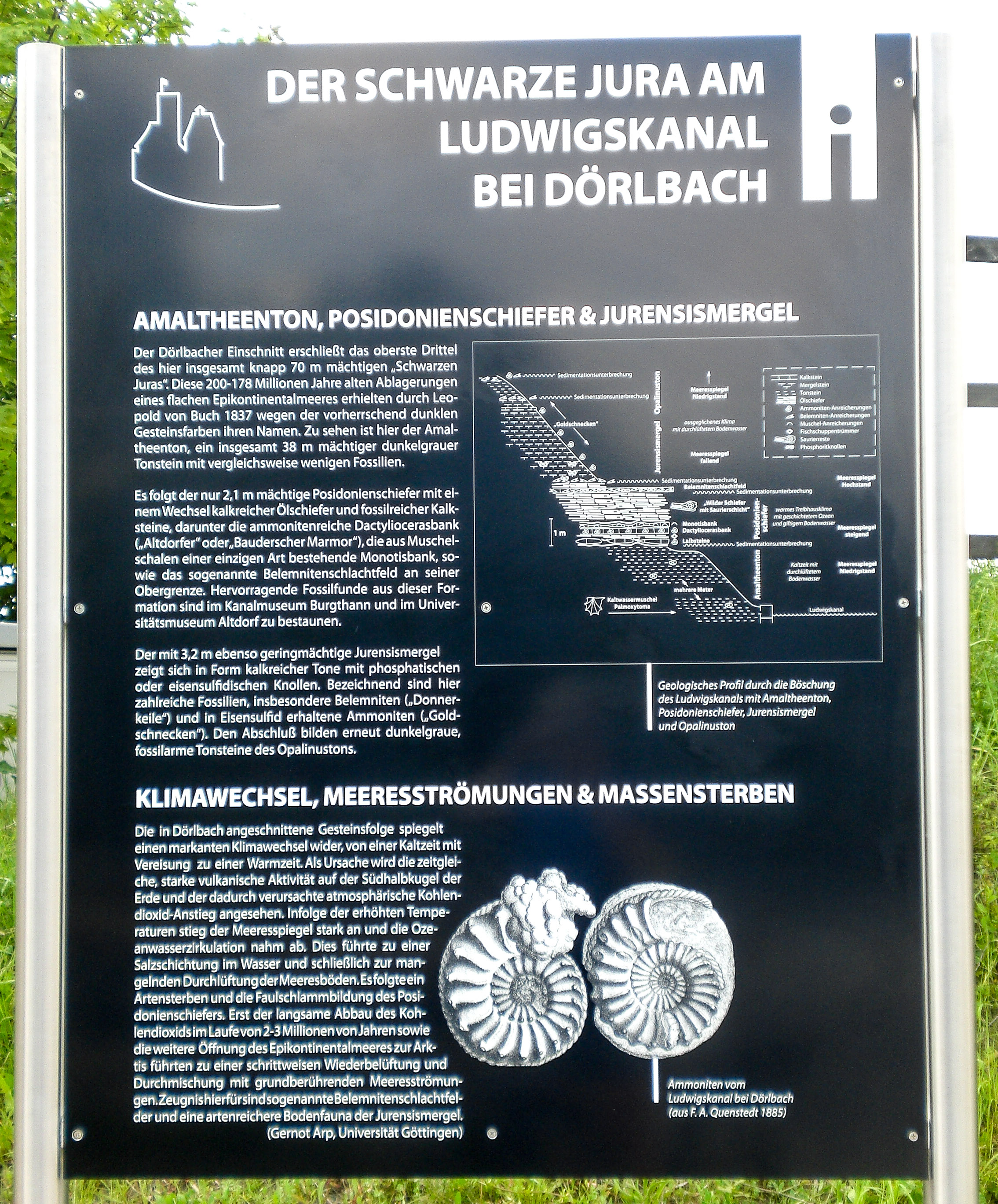
Infotafel vor Ort